# Clanis pratti
Clanis pratti là một loài bướm đêm thuộc họ Sphingidae. Loài này có ở Sulawesi quần đảo và surrounding.

## Phân loài
- Clanis pratti pratti
- Clanis pratti okurai Cadiou & Holloway, 1989